# Folkington
Folkington – wieś w Anglii, w hrabstwie East Sussex. Leży 16 km od miasta Lewes. W 1961 roku civil parish liczyła 73 mieszkańców. Folkington jest wspomniana w Domesday Book (1086) jako Fochintone.